# Cantone di Pont-sur-Yonne
Il Cantone di Pont-sur-Yonne è una divisione amministrativa dell'arrondissement di Sens.
A seguito della riforma complessiva dei cantoni del 2014 è passato da 16 a 10 comuni.

## Composizione
Prima della riforma del 2014 comprendeva i comuni di:
- Champigny
- Chaumont
- Cuy
- Évry
- Gisy-les-Nobles
- Lixy
- Michery
- Pont-sur-Yonne
- Saint-Agnan
- Saint-Sérotin
- Villeblevin
- Villemanoche
- Villenavotte
- Villeneuve-la-Guyard
- Villeperrot
- Villethierry

Dal 2015 comprende i comuni di:
- Champigny
- Chaumont
- Courtois-sur-Yonne
- Pont-sur-Yonne
- Saint-Sérotin
- Villeblevin
- Villemanoche
- Villenavotte
- Villeneuve-la-Guyard
- Villeperrot